# Mårnes
Mårnes est une localité du comté de Nordland, en Norvège.

## Géographie
Administrativement, Mårnes est un village de l'île de Sandhornøya qui fait partie de la kommune de Gildeskål.